# Fator tissular
O Fator Tissular, ou Fator Tecidual, pode ser caracterizado como um receptor transmembranar para o Fator VII/VIIa que apresenta três domínios, um extracelular representado pelo NH2-terminal composto por dois domínios de Fibronectina tipo III, um domínio transmembranar e por fim um domínio intracelular COOH-terminal.Esse fator é constantemente produzido por células que circundam exteriormente o endotélio dos vasos sanguíneos na camada subendotelial ou adventícia, como Fibroblastos e Pericitos, células dos músculos liso da camada média, astrócitos presentes na glia do Sistema Nervoso, cardiomiócitos e células endoteliais da placenta, por exemplo. A túnica íntima dos vasos é responsável por impedir o contato direto entre o Fator Tissular e o FVII/FVIIa, sendo que caso haja algum acometimento na parede endotelial que permita a passagem do Fator Tecidual para o lúmen dos vasos, há a sinalização proteica para o processo que leva à coagulação sanguínea. É comum que haja na circulação sanguínea pequenas concentrações extras de FT, sendo essa importante para estruturas do Sistema Nervoso e Sistema Cardiovascular, como forma de proteção extra para esses tecidos. No entanto, caso essa concentração exceda limites aceitáveis é possível que seja uma sinalização de possíveis doenças no corpo humano. 

## Sistema Respiratório
O líquido tissular é responsável pela difusão do oxigênio liberado pelos tecidos alveolares, fazendo com que esse atinja as células. Cerca de 70% do gás carbônico (CO2) liberado pelas células passa pelo líquido tissular, que permite com que esse gás penetre nas hemácias.

## Sistema Linfático
Fator tecidual, também conhecido como tromboplastina, é uma substância presente nos tecidos e no interior das plaquetas (pequenos fragmentos celulares que se originam de grandes células da medula vermelha dos ossos, os megacariócitos) que é responsável pela transformação da protrombina em trombina na presença de íons Ca++, tendo papel fundamental no processo de coagulação.

## Função do Fator Tissular na cascata de coagulação

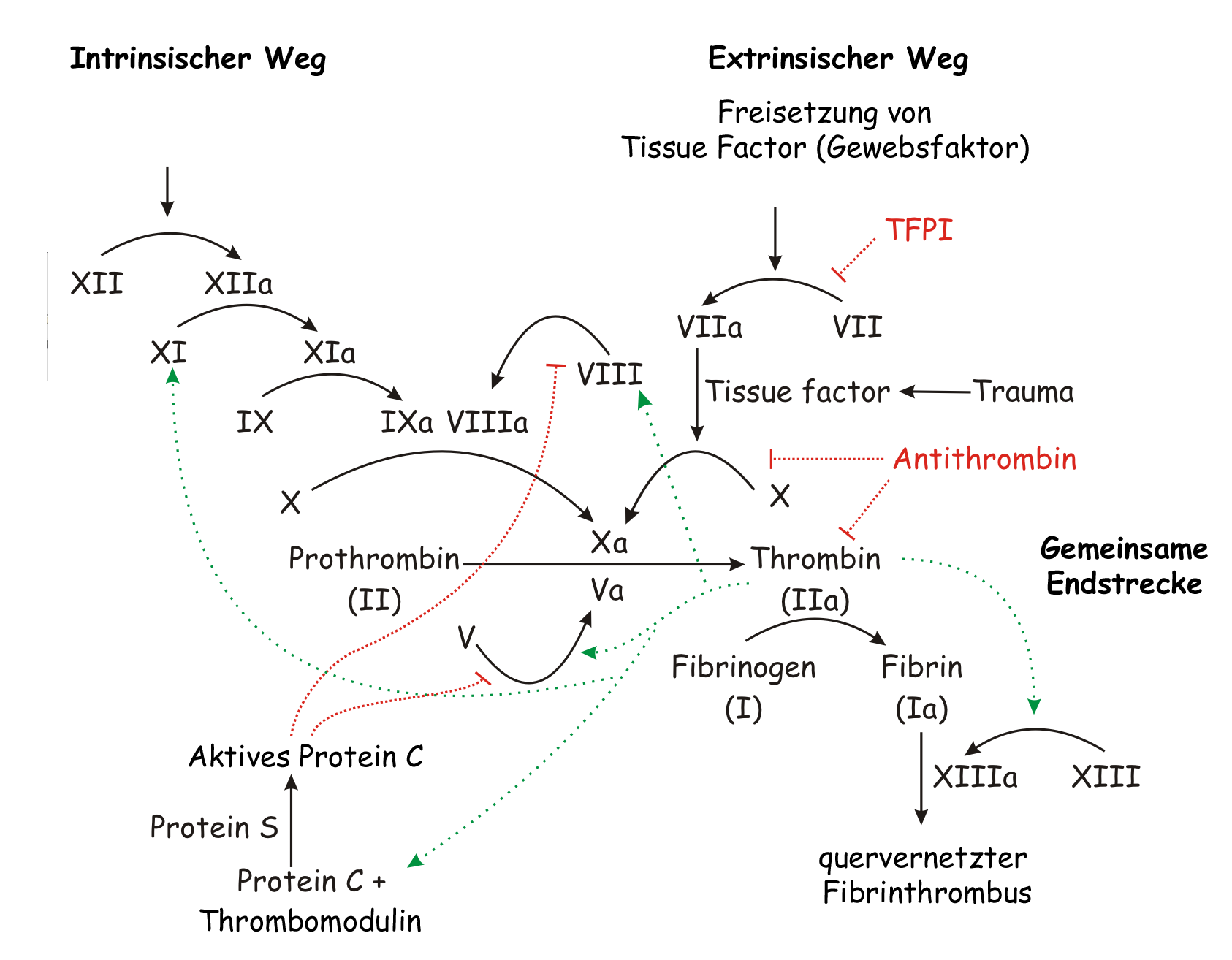

A participação do Fator Tecidual ocorre na via extrínseca da cascata de coagulação sanguínea quando há a lesão do vaso sanguíneo, expondo o FT no lúmen desse. A ação do Fator Tissular consiste na ativação do Fator VII que por sua vez ativa outros fatores da cascata como o Fator IX para Fator IXa e o Fator X para Xa. Tal ativação desses fatores contribui diretamente para a formação da proteina Trombina, Fator II ativado, que cliva e converte o Fibrinogênio em Fibrina durante a cascata de coagulação sanguínea. 